# Escombres-et-le-Chesnois
Escombres-et-le-Chesnois é uma comuna francesa na região administrativa de Grande Leste, no departamento Ardenas. Estende-se por uma área de 8,18 km². Em 2010 a comuna tinha 354 habitantes (densidade: 43,3 hab./km²).